# Kondenzační maznice
Kondenzační maznice je jednoduché pomocné zařízení, zajišťující mazání součástek v prostoru vyplněném horkou párou.

## Popis
Je tvořena kovovou nádobou, umístěnou vně parního prostoru nad místem mazání. Maznice je k parnímu prostoru připojena krátkou trubicí, která pokračuje uvnitř maznice až k jejímu hornímu okraji. Mezi maznicí a parním prostorem je obvykle uzavírací ventil. Svrchu je maznice hermeticky uzavřena odnímatelným víkem nebo uzávěrem o větším průměru.

## Princip činnosti
Pára proniká trubicí až k víku maznice. Zde kondenzuje na vodu. Voda, která je těžší než mazací olej, klesá ke dnu maznice. Svým objemem vytlačuje olej, který přetéká přes okraj trubice a skrz ní stéká do parního prostoru. 
Protože pára kondenzuje v maznici relativně pomalu, může maznice po naplnění fungovat několik hodin. Poté je třeba uzavřít přívodní kohout, odmontovat víko maznice, vybrat zkondenzovanou vodu a doplnit místo ní olej.
Pro relativně komplikovanou a přitom častou obsluhu byly kondenzační maznice u větších strojů už v 19. století nahrazeny dokonalejším lubrikátorem a především mazacím lisem.